# Lluís Llerinós i Gómez
Lluís Llerinós i Gómez (1947 - 8 de maig de 2013) fou un sindicalista i polític català. A les eleccions municipals de 1979 fou escollit regidor a Malgrat de Mar pel PSAN, però després fou candidat del BEAN a les eleccions generals espanyoles de 1979 i a la de Nacionalistes d'Esquerra a les eleccions al Parlament de Catalunya de 1980. Dedicat al món sindical, del 1983 al 1986 fou secretari general de la Confederació Sindical de Treballadors de Catalunya (CSTC), i del 1986 al 1990 de la Confederació Sindical Catalana (CSC). Entre 1998 i 2004 va ser president de la Intersindical-CSC.